# Hemaris
Hemaris is een geslacht van vlinders uit de onderfamilie Macroglossinae van de familie van de pijlstaarten (Sphingidae).

## Soorten
- Hemaris affinis (Bremer, 1861)
- Hemaris aksana (Le Cerf, 1923)
- Hemaris beresowskii Alpheraky, 1897
- Hemaris croatica (Esper, 1800)
- Hemaris dentata (Staudinger, 1887)
- Hemaris diffinis (Boisduval, 1836)
- Hemaris ducalis (Staudinger, 1887)
- Hemaris fuciformis (Linnaeus, 1758)
- Hemaris gracilis (Grote & Robinson, 1865)
- Hemaris minima Frankenbusch, 1924
- Hemaris ottonis Rothschild & Jordan, 1903
- Hemaris radians (Walker, 1856)
- Hemaris rubra Hampson, 1893
- Hemaris saundersii (Walker, 1856)
- Hemaris senta (Strecker, 1878)
- Hemaris staudingeri Leech, 1890
- Hemaris syra (Daniel, 1939)
- Hemaris thysbe (Fabricius, 1775)
- Hemaris tityus (Linnaeus, 1758)
- Hemaris venata Felder, 1861

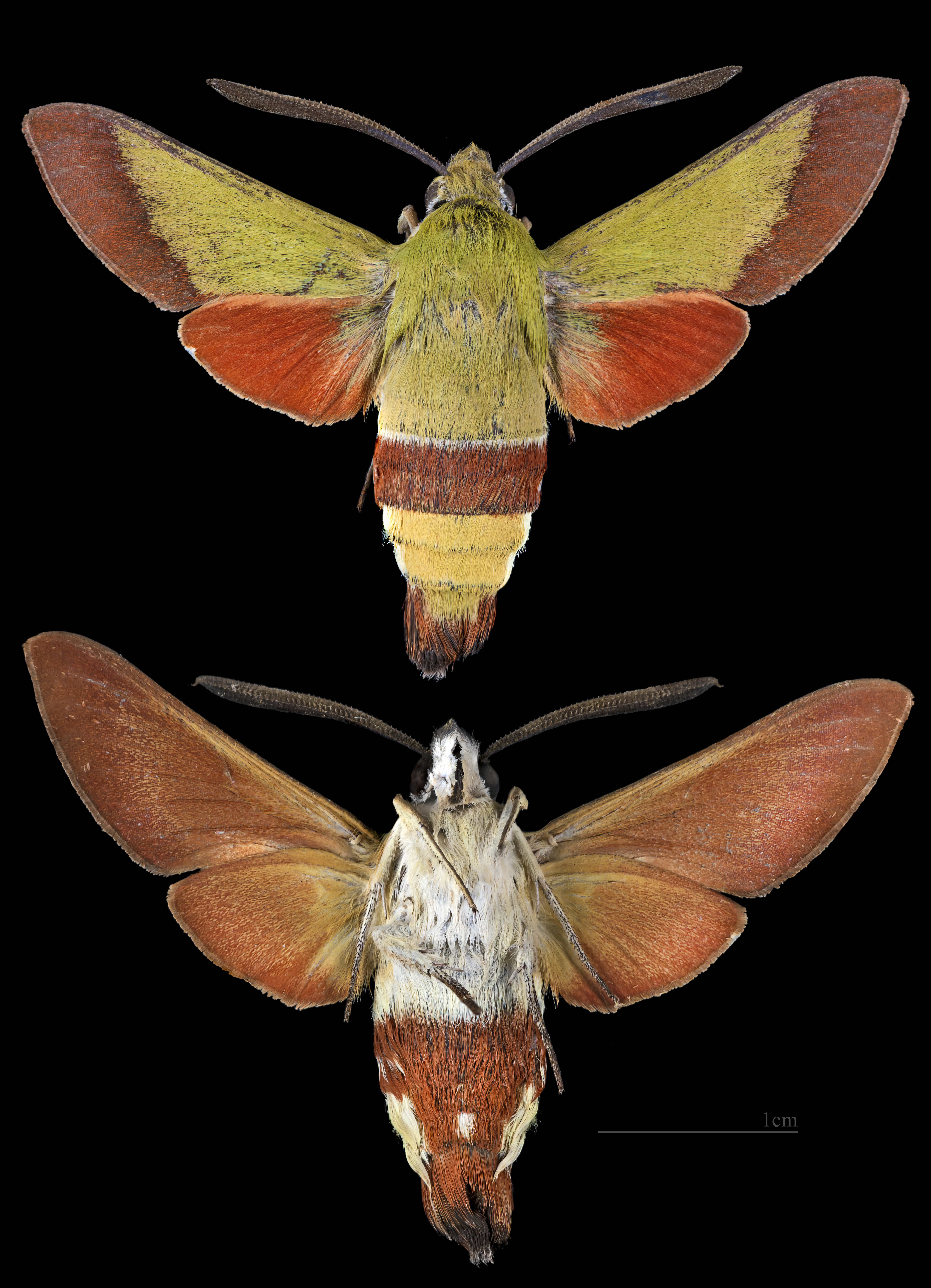
Hemaris croatica
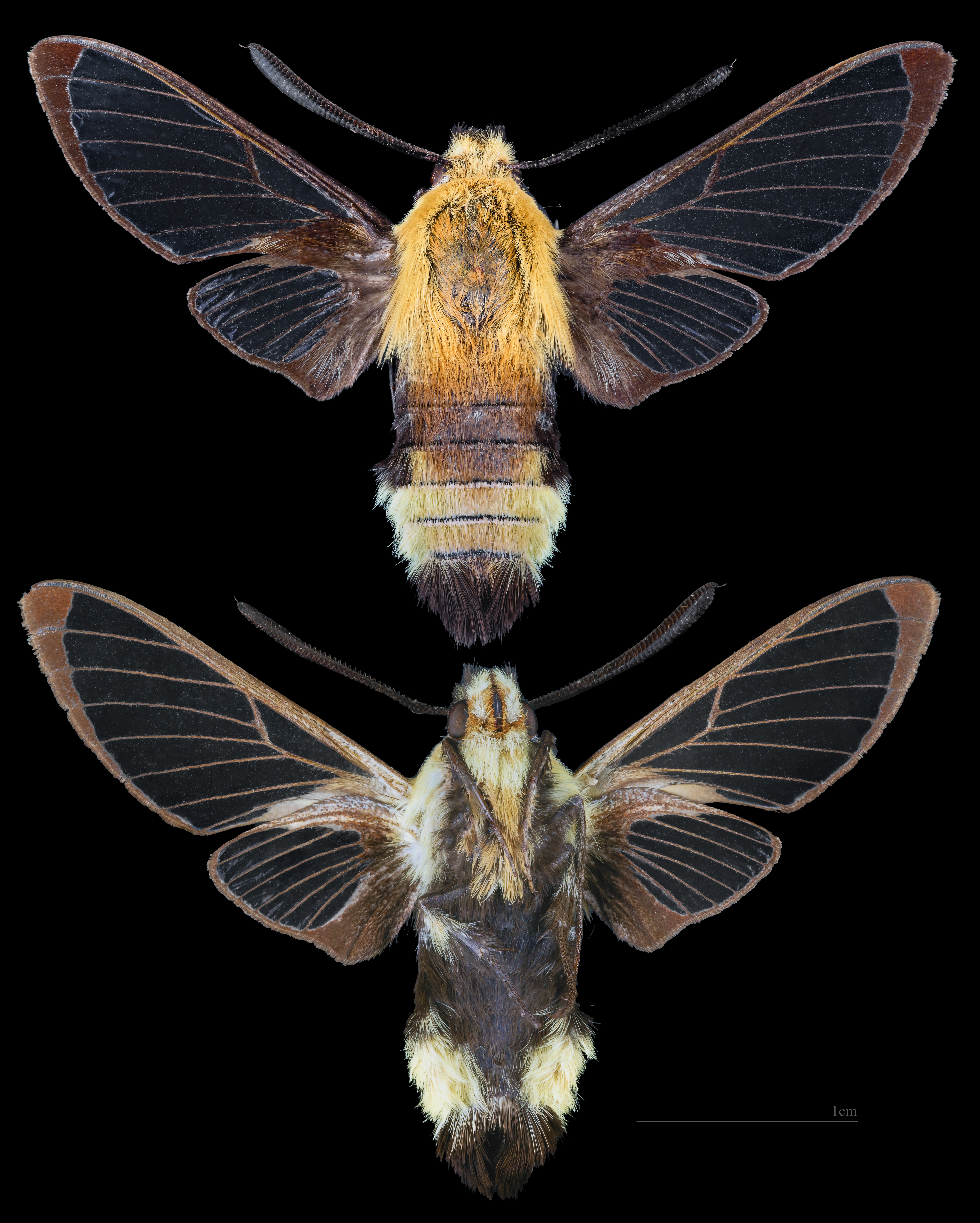
Hemaris diffinis
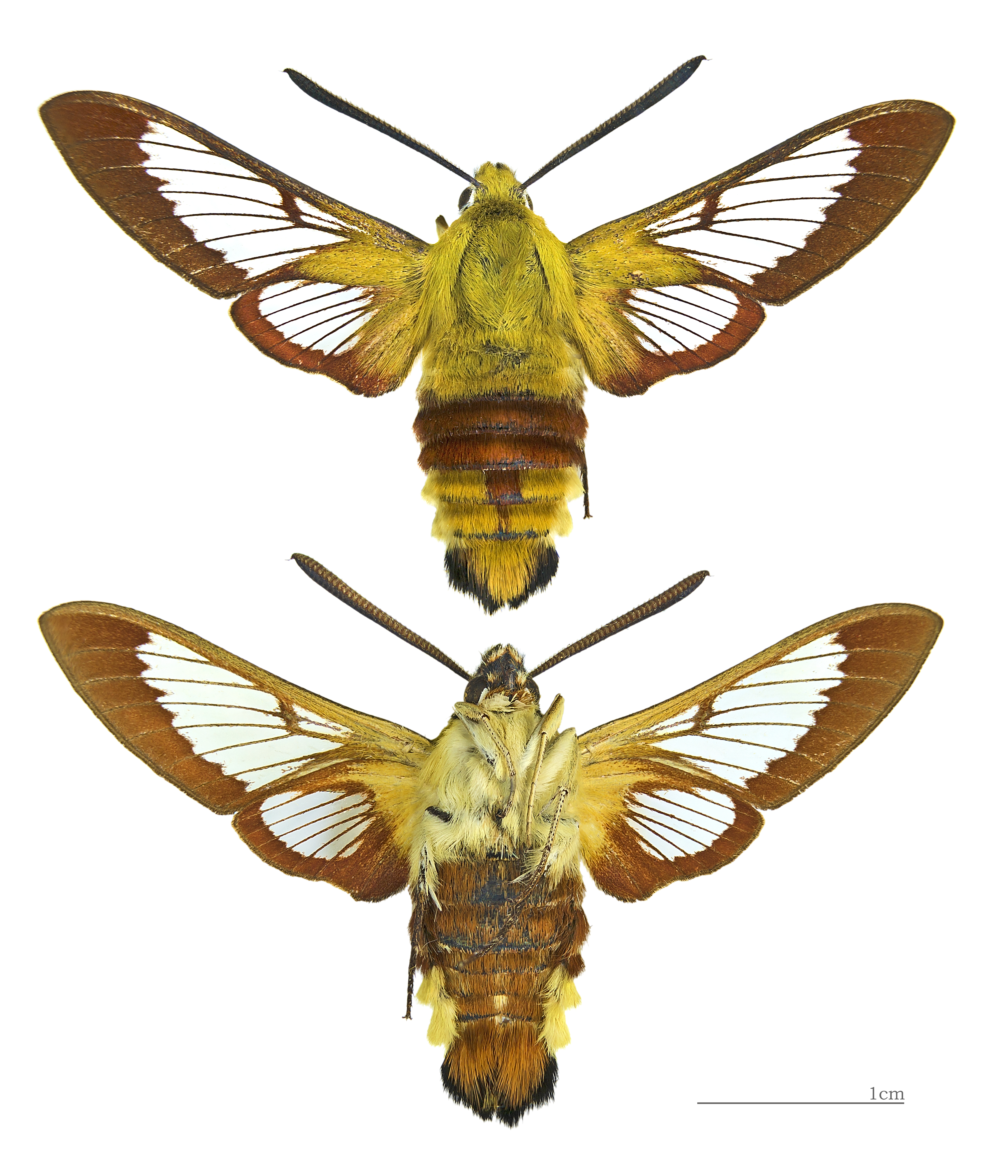
Hemaris fuciformis
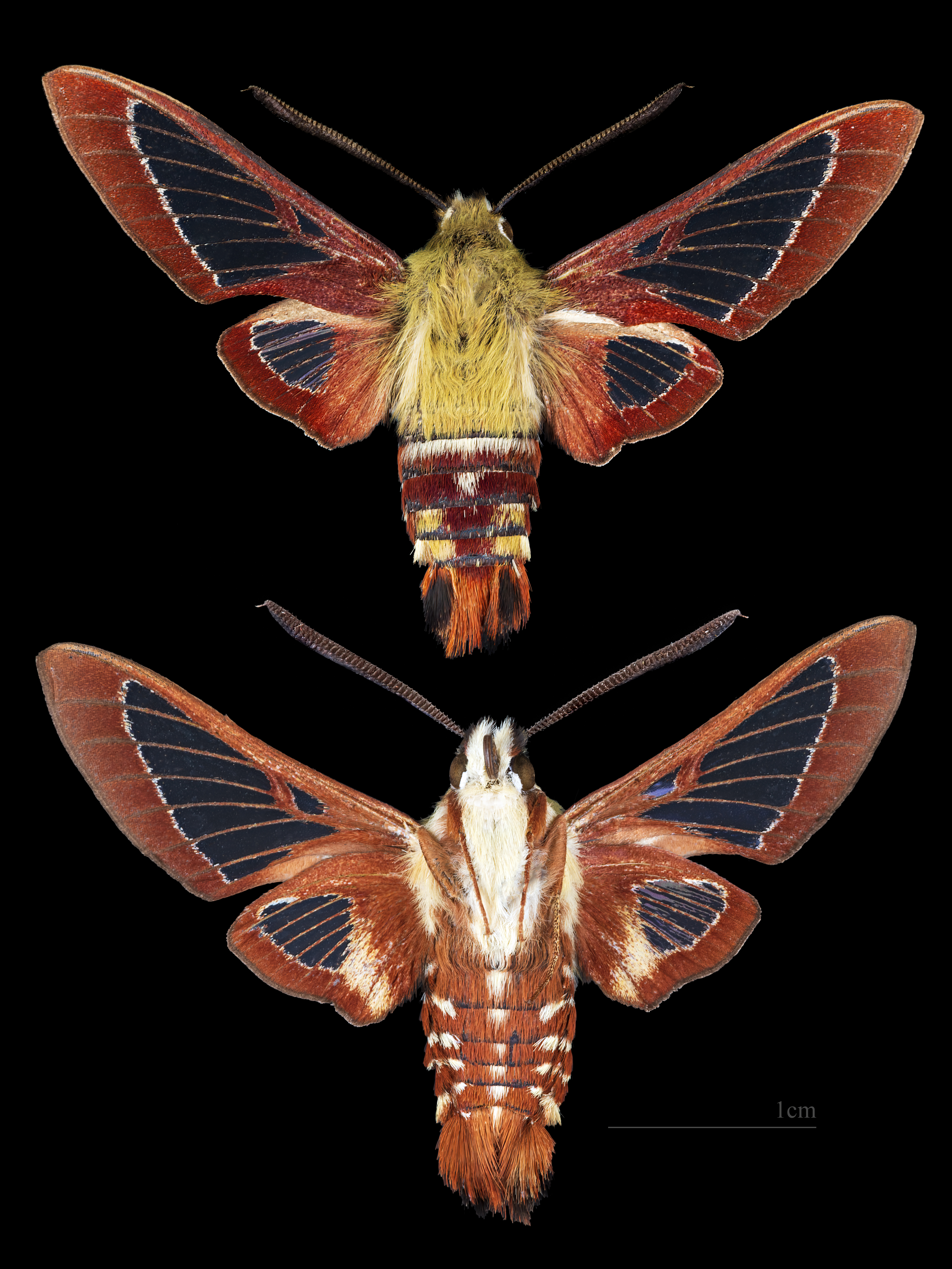
Hemaris gracilis
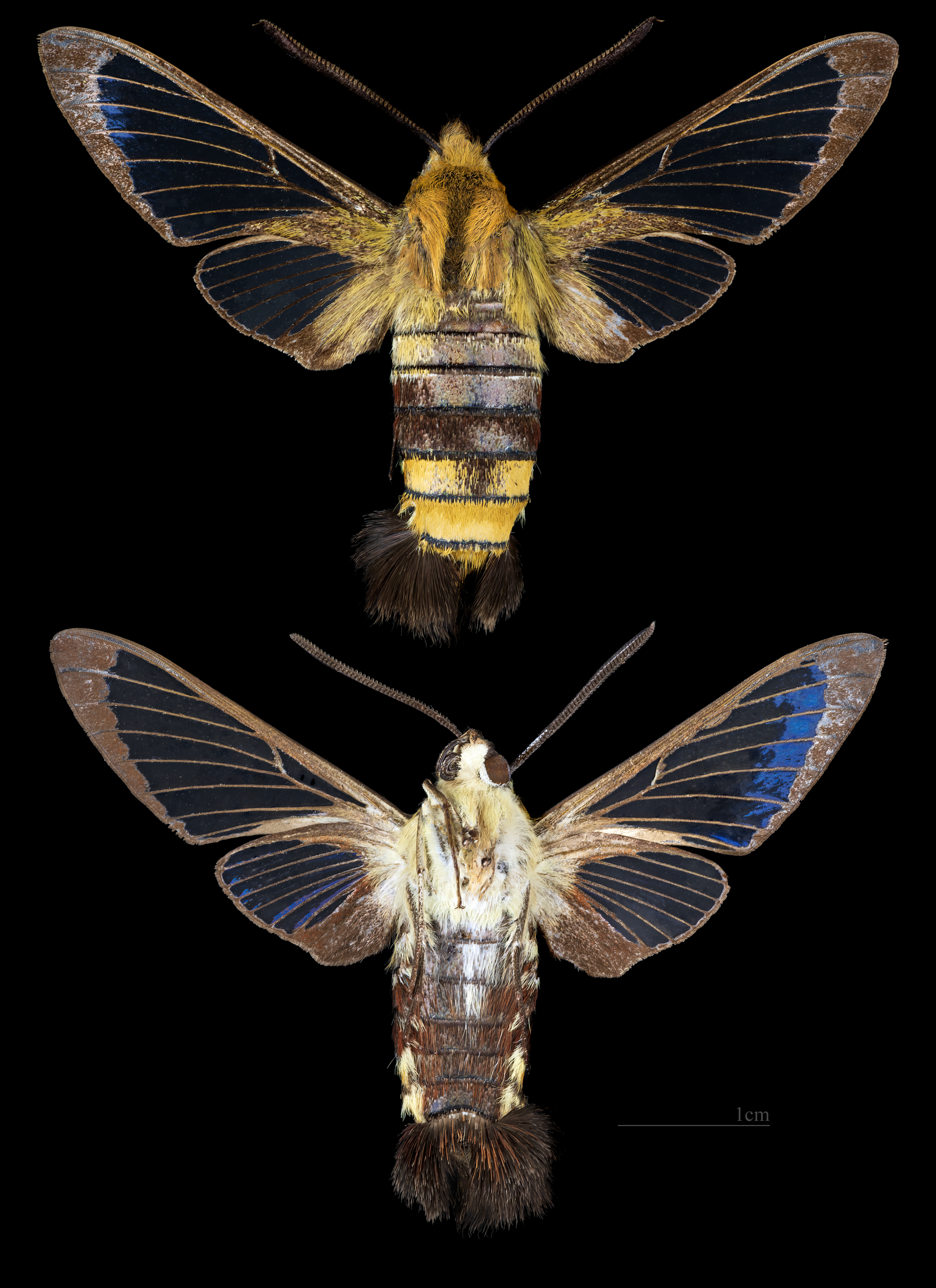
Hemaris saundersii
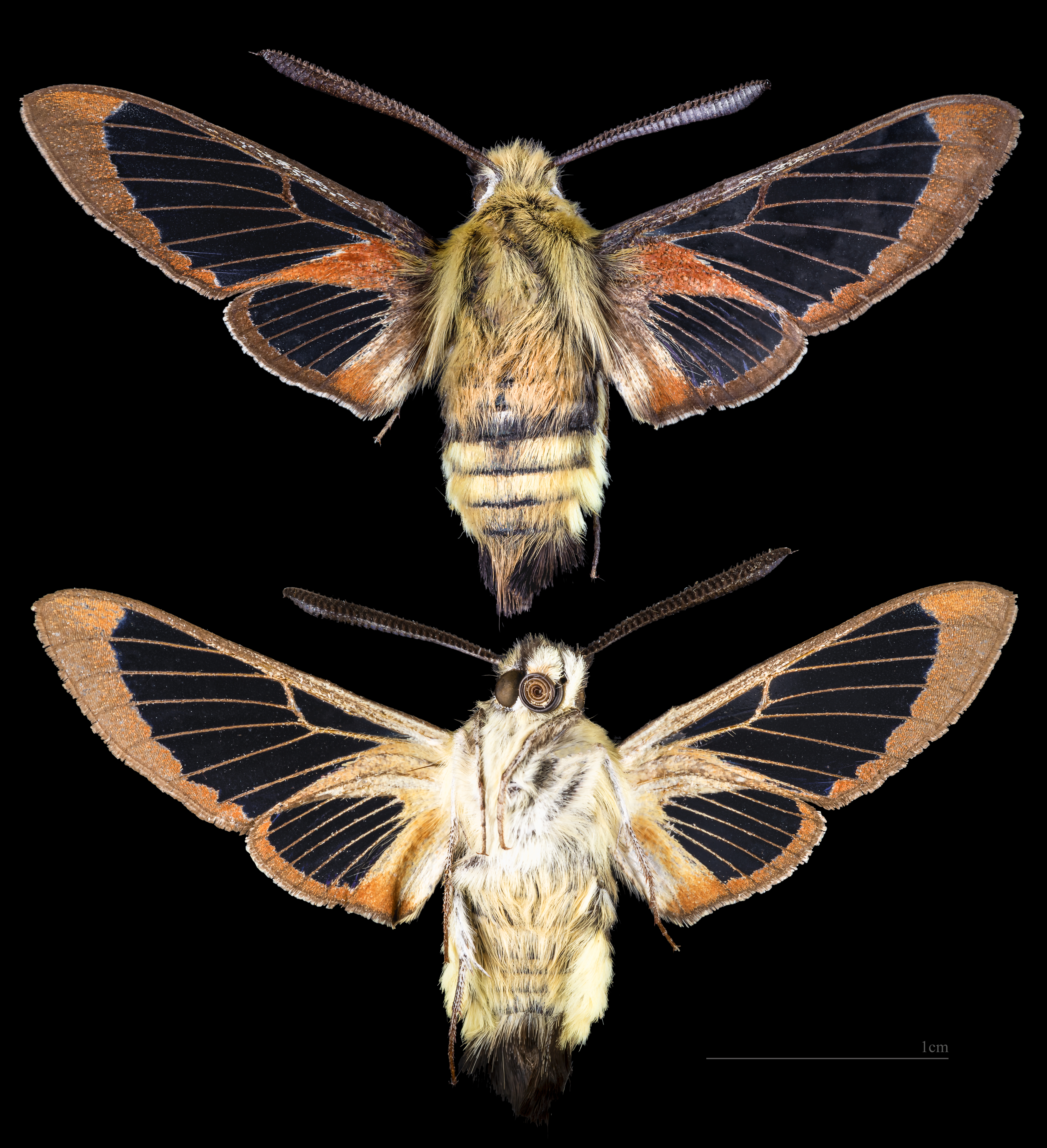
Hemaris thetis
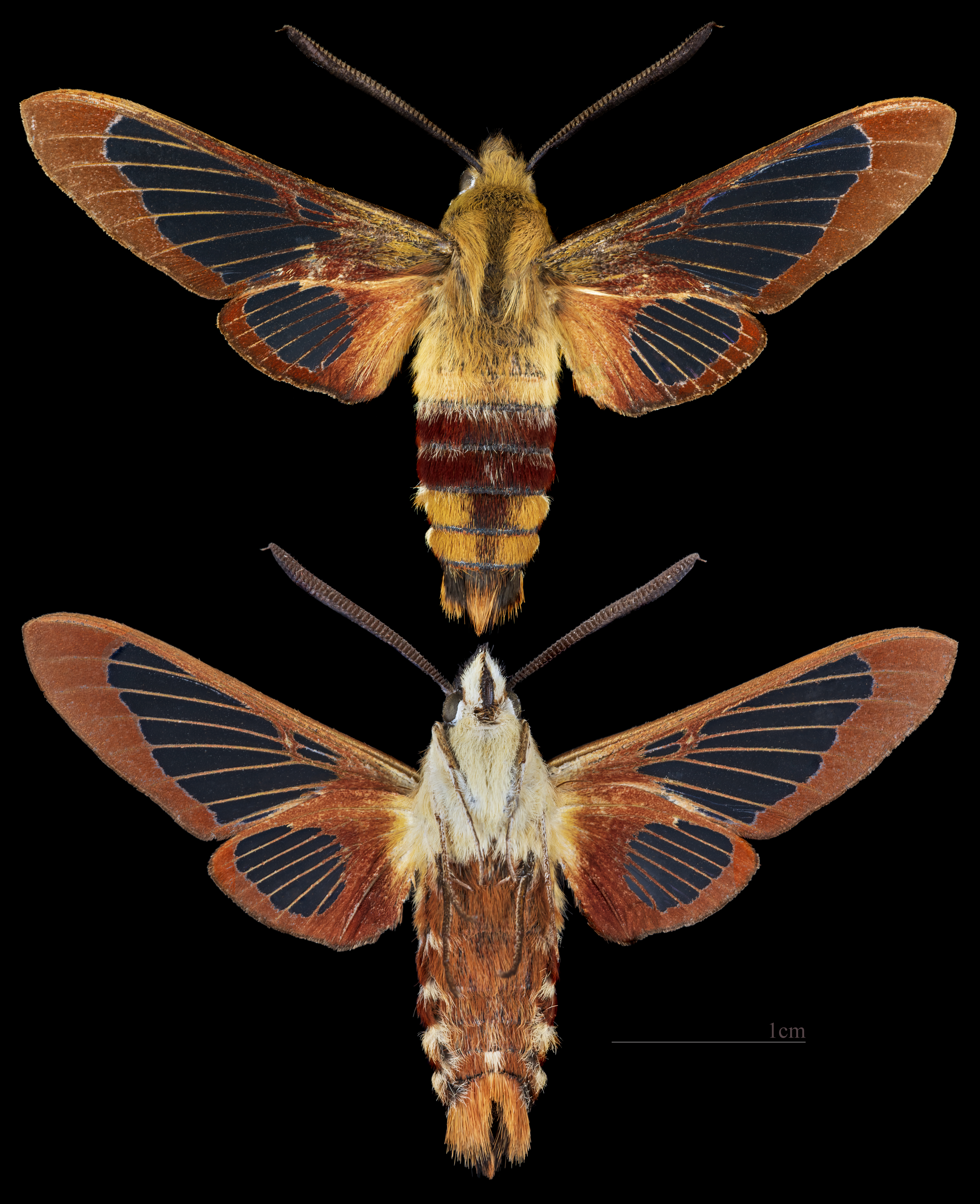
Hemaris thysbe
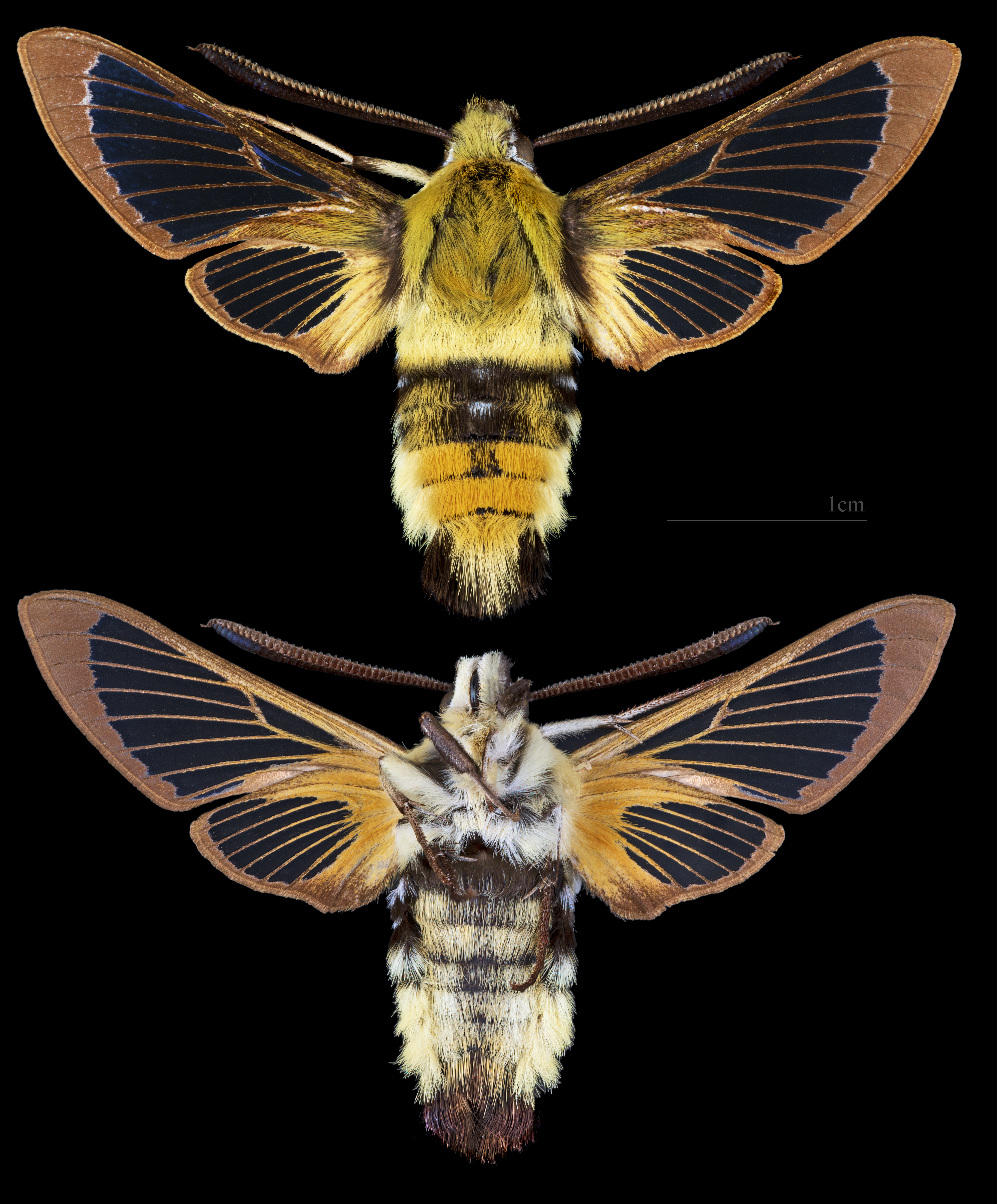
Hemaris tityus